# Bourré (kortspel)
Bourré, även kallat booray, är ett kortspel som spelas med insatser och som under 2000-talet blivit ett populärt spel bland annat bland många amerikanska sportstjärnor. Spelet har i marknadsföringen hävdats ha uppstått inom den speciella cajunkulturen, hemmahörande i den amerikanska delstaten Louisiana, men spelet härstammar sannolikt från ett äldre spanskt kortspel med namnet burro.
Spelet är ett sticktagningsspel, där det i första hand gäller att vinna minst tre av de fem stick man spelar om, och i andra hand undvika att bli helt utan stick. Varje deltagare lägger en överenskommen insats i potten, varefter given ger var och en fem kort; det sista kortet till sig själv visar given upp, och färgen på detta kort blir trumffärg. Deltagarna ska sedan i tur och ordning bestämma sig för att antingen vara med och spela om potten, eller att lägga sig och därmed förlora sin insats. Innan spelet om sticken tar vid, har de spelare som så önskar möjlighet att byta ut valfritt antal kort mot nya. En speciell regel i bourré är att man alltid måste spela för att försöka vinna varje stick: om möjligt ska man spela ett högre kort än de dittills spelade i den färg som gäller för sticket, och om man inte har något kort i den färgen måste man om möjligt spela ut en trumf.
Den spelare som tagit hem minst tre stick vinner pottens innehåll. Om ingen lyckats med detta ligger insatserna kvar i potten, som fylls på med nya insatser i följande giv. En spelare som inte tagit hem något stick alls får böta till potten ett belopp som motsvarar pottens storlek. 